# 佐藤潔
佐藤 潔（さとう きよし、1956年4月2日 - ）は、日本の経営者。東京エレクトロン社長を務めた。

## 来歴・人物
静岡県出身。1979年に早稲田大学法学部を卒業し、同年に東京エレクトロンに入社した。2003年4月に執行役員に就任し、同年6月には社長に就任。2009年4月に副会長に就任。